# 拉斯瓜巴斯

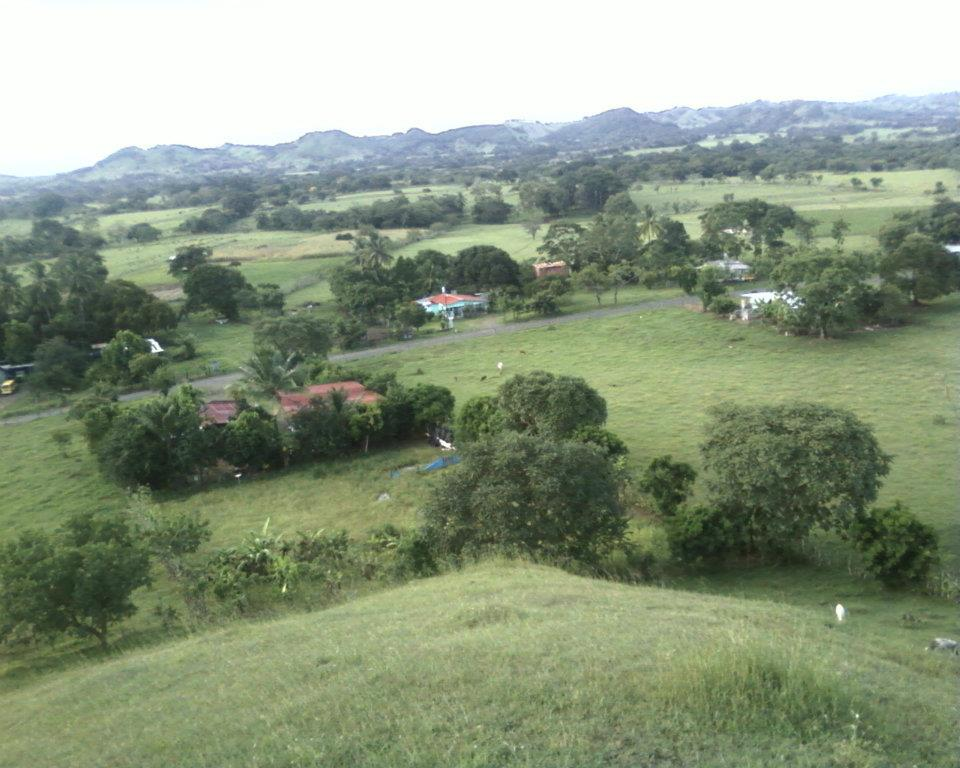
拉斯瓜巴斯

拉斯瓜巴斯（西班牙語：Las Guabas），是巴拿馬的城鎮，位於該國中南部，由洛斯桑托斯省的洛斯桑托斯區負責管轄，面積21.9平方公里，海拔高度150米，2010年人口677，人口密度每平方公里30.9人。